# Henry Gray
Pour les articles homonymes, voir Gray.
Henry Gray né en 1827 et mort en 1861 est un chirurgien britannique, père de l'anatomie moderne et  mondialement connu pour avoir écrit le Gray's Anatomy.

## Biographie
Henry Gray est né à Belgravia, à Londres. Son père, Thomas Gray, est messager privé du roi George IV puis de son successeur William IV. Il a deux frères et une sœur, dont deux mourront à un jeune âge,.
En mai 1845, il s'inscrit à la faculté de médecine de l'hôpital St George, à Londres, où il s'intéressera plus particulièrement à l'étude de l'anatomie humaine, préparant lui-même des dissections complémentaires,.
En 1848, alors qu'il n'est encore qu'étudiant, il remporte le prix du Royal College of Surgeons pour un essai nommé "The Origin, Connexion, and Distribution of the Nerves of the Human Eye and Its Appendages, Illustrated by Comparative Dissections of the Eye in the Other Vertebrate Animals"., La même année, il rencontre Henry Vandyke Carter, lui aussi étudiant et passionné d'anatomie. Ils travaillent une première fois ensemble sur un ouvrage de 380 pages avec 65 gravures sur bois sur le développement, l'anatomie et la physiologie de la rate.
En 1849, il est diplômé et devient membre du Royal College of Surgeons. L'année suivante, il pratique en tant que chirurgien à l'hôpital St George. En 1851, il est nommé prosecteur, avant d'être promu en 1853 maître de conférence en anatomie. Il était également conservateur du musée de l'hôpital St. George.
En 1852, il publie deux de ses principaux travaux : "On the Development of the Retina and Optic Nerve, and  of the Membranous Labyrinth and Auditory Nerve" et "On the Development of the Ductless Glands in the Chick", dans le journal scientifique Philosophical Transactions. Grâce au succès de ces publications, Gray à l'âge de seulement 25 ans est élu membre de la Royal Society et du Royal College of Surgeons.
En 1853, à l'aide d'une donation de la Royal Society, il poursuit ses recherches sur la rate, et réuni ces travaux dans une thèse "The Structure and Use of the Spleen" qui lui vaudra le prix Astley Cooper.

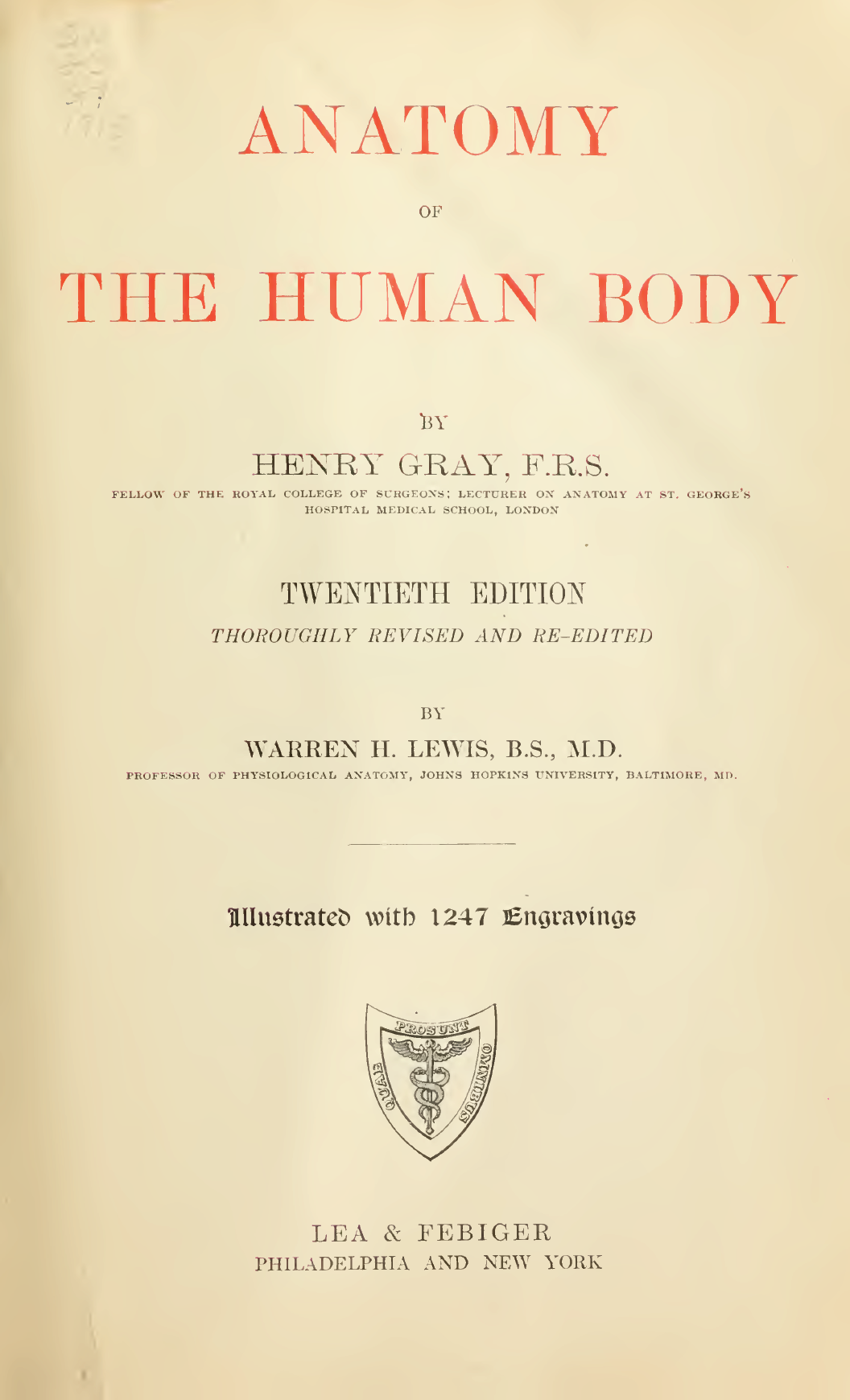
Gray's Anatomie 20ème édition, 1918

Sa carrière se tourne par la suite vers l'enseignement et l'étude de l'anatomie, à l'hôpital St. George.
En 1861, Henry Gray est atteint de la variole après avoir tenté de soigner son neveu de 10 ans, Charles Gray, lui-même infecté, et en mourra le 13 juin 1861 à l'âge de 34 ans, peu avant de se marier,.

## Gray's Anatomy
Il publie en 1858 un livre sur l'anatomie systématique qui a été et est toujours particulièrement populaire auprès des étudiants en médecine, avec des millions d'exemplaires vendues : Anatomy: Descriptive and Surgical plus tard renommé Gray's Anatomy. Le livre est illustré des dessins d'Henry Vandyke Carter (1821-1897), chirurgien et professeur, et écrit par Henry Gray,,.
La première édition comprend 750 pages avec 363 figures. Sa 41e édition a été publiée en 2015, sous la direction de Susan Standring et comprend plus de 1 500 pages.